# Платонешть (комуна)
Платонешть, Платонешті (рум. Platonești) — комуна у повіті Яломіца в Румунії. До складу комуни входять такі села (дані про населення за 2002 рік):
- Лекустень (1017 осіб)
- Платонешть (1006 осіб)

Комуна розташована на відстані 128 км на схід від Бухареста, 26 км на схід від Слобозії, 88 км на північний захід від Констанци, 94 км на південь від Галаца.

## Населення
У 2009 року у комуні проживали 2112 осіб.